# Królestwo Saba

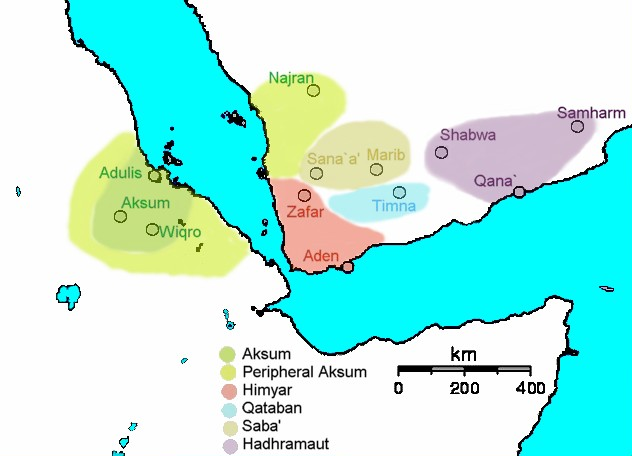
Mapa południowej Arabii ok. 230 roku n.e.

Saba, bibl. Szeba (sab. 𐩪𐩨𐩱, hebr. ‏שְׁבָא‎, arab. ‏سبأ‎) – jedno z największych królestw przedislamskich, które znajdowało się w południowo-zachodniej części Półwyspu Arabskiego (obecny Jemen). Stolicą Saby było miasto Marib. Miało rozwinięte rolnictwo i handel (gł. z Indiami i Afryką Wschodnią) oraz własne pismo południowoarabskie. Wznoszono również zamki i świątynie na terenach znanych w starożytności z produkcji wartościowego kadzidła i mirry.
Jego początki sięgają wieku XI p.n.e. Pierwszą znaną królową Saby była Bilkis (w tradycji etiopskiej – Makeda), która złożyła wizytę królowi Izraela Salomonowi (X wiek p.n.e.), słysząc o jego mądrości i bogactwach. Wizyta ta miała zapewne na celu pogłębienie dwustronnej wymiany handlowej. Według tradycji etiopskiej Salomon i Makeda spłodzili Menelika I, który jest uważany za pierwszego cesarza Etiopii i założyciela jej starożytnej stolicy – Aksum. W wieku III n.e. królestwo Saba zostało podbite przez arabski lud Himjarytów.
W tak zwanych Proroctwach królowej Saby wyraz „Saba” jest błędnie rozumiany jako imię własne monarchini, a nie nazwa jej państwa.

## Saba w Biblii
Stary Testament kilkakrotnie mówi o królestwie Saba. Dwukrotnie w odniesieniu do królowej tego królestwa, która złożyła wizytę Salomonowi: w Pierwszej Księdze Królewskiej oraz w Drugiej Księdze Kronik. Mądrościowa Księga Hioba wspomina o napaści mieszkańców Saby – Sabejczyków – na dom sprawiedliwego Hioba. W psalmie 72 odnaleźć można proroctwo dotyczące nadchodzącego królestwa mesjańskiego, którego władca otrzyma dar złota z Saby. Również Księga Izajasza w 60. rozdziale przepowiada dary kadzidła i złota, które ofiarują w Jerozolimie przybysze z Saby – liturgia chrześcijańska upatruje w tym tekście zapowiedź wizyty Mędrców przy narodzinach Chrystusa. W 6. rozdziale prorockiej Księgi Jeremiasza, Bóg odrzuca „niegodny” dar kadzidła przywiezionego z Saby. Ostatni raz w Biblii odnaleźć można nazwę Królestwa Saby w lamencie nad upadkiem Tyru proroka Ezechiela.